# Jansjön (Fjällsjö socken, Ångermanland)
Jansjön är en sjö i Strömsunds kommun i Ångermanland och ingår i Ångermanälvens huvudavrinningsområde. Sjön är 28 meter djup, har en yta på 3,22 kvadratkilometer och är belägen 212 meter över havet. Sjön avvattnas av vattendraget Jansjönoret.

## Delavrinningsområde
Jansjön ingår i det delavrinningsområde (708318-152669) som SMHI kallar för Utloppet av Jansjön. Medelhöjden är 278 meter över havet och ytan är 21,83 kvadratkilometer. Räknas de 11 avrinningsområdena uppströms in blir den ackumulerade arean 63,7 kvadratkilometer. Jansjönoret som avvattnar avrinningsområdet har biflödesordning 3, vilket innebär att vattnet flödar genom totalt 3 vattendrag innan det når havet efter 147 kilometer. Avrinningsområdet består mestadels av skog (70 procent). Avrinningsområdet har 3,19 kvadratkilometer vattenytor vilket ger det en sjöprocent på 14,6 procent.